# Districte de Bundi
El districte de Bundi és una divisió administrativa de l'estat del Rajasthan a l'Índia, amb capital a Bundi (ciutat). El riu principal és el Chambal que forma el límit sud i est.
La superfície és de 5.5650 km² i la població de 9.610.269 habitants (2001).
Està dividit en dues subdivisions (Bundi i Nainwa) i quatre tehsils:
- Hindoli
- Nainwa
- Bundi
- Keshavraipatan